# Scheiditz

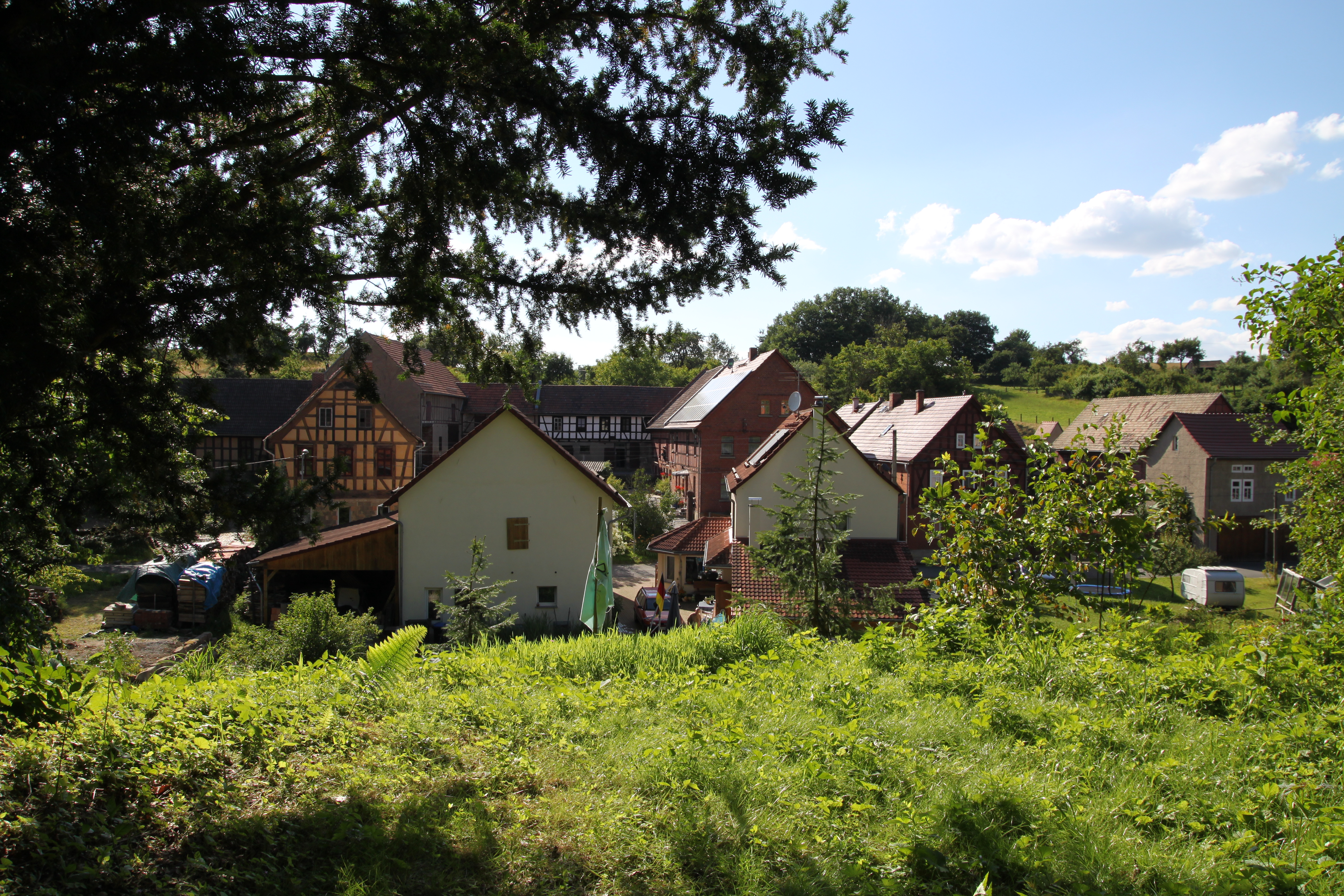
Scheiditz, Dorfansicht

Scheiditz ist eine Gemeinde im thüringischen Saale-Holzland-Kreis. Erfüllende Gemeinde ist Bad Klosterlausnitz. Zurzeit ist Scheiditz nach Einwohnern zweitkleinste Gemeinde Thüringens nach Kleinbockedra.

## Lage
Scheiditz liegt im Norden des Holzlandes, im engen Tal des Gleisbaches unweit von Bürgel und ist nur von Süden her durch eine Nebenstraße erreichbar. Die nächste Großstadt, Jena, liegt 12 Kilometer (17 Straßenkilometer) westlich von Scheiditz. Die Kreisstadt Eisenberg liegt 12 Kilometer (19 Straßenkilometer) nordöstlich.

## Geschichte
Der Ort wurde erstmals 1339 erwähnt. Er gehörte zum ernestinisch-wettinischen Herzogtum Sachsen-Altenburg, innerhalb dessen er dem Westkreis zugeordnet war. 1910 lebten in dem abgeschiedenen Dorf 110 Einwohner, seit 1920 gehört es zum Land Thüringen, in der DDR zwischenzeitlich zum Bezirk Gera.

## Sehenswürdigkeiten
Scheiditz ist geprägt von traditionellen Drei- und Vierseitenhöfen, von denen einige unter Denkmalschutz stehen. Der Ort verfügt auch über ein restauriertes Kriegerdenkmal.

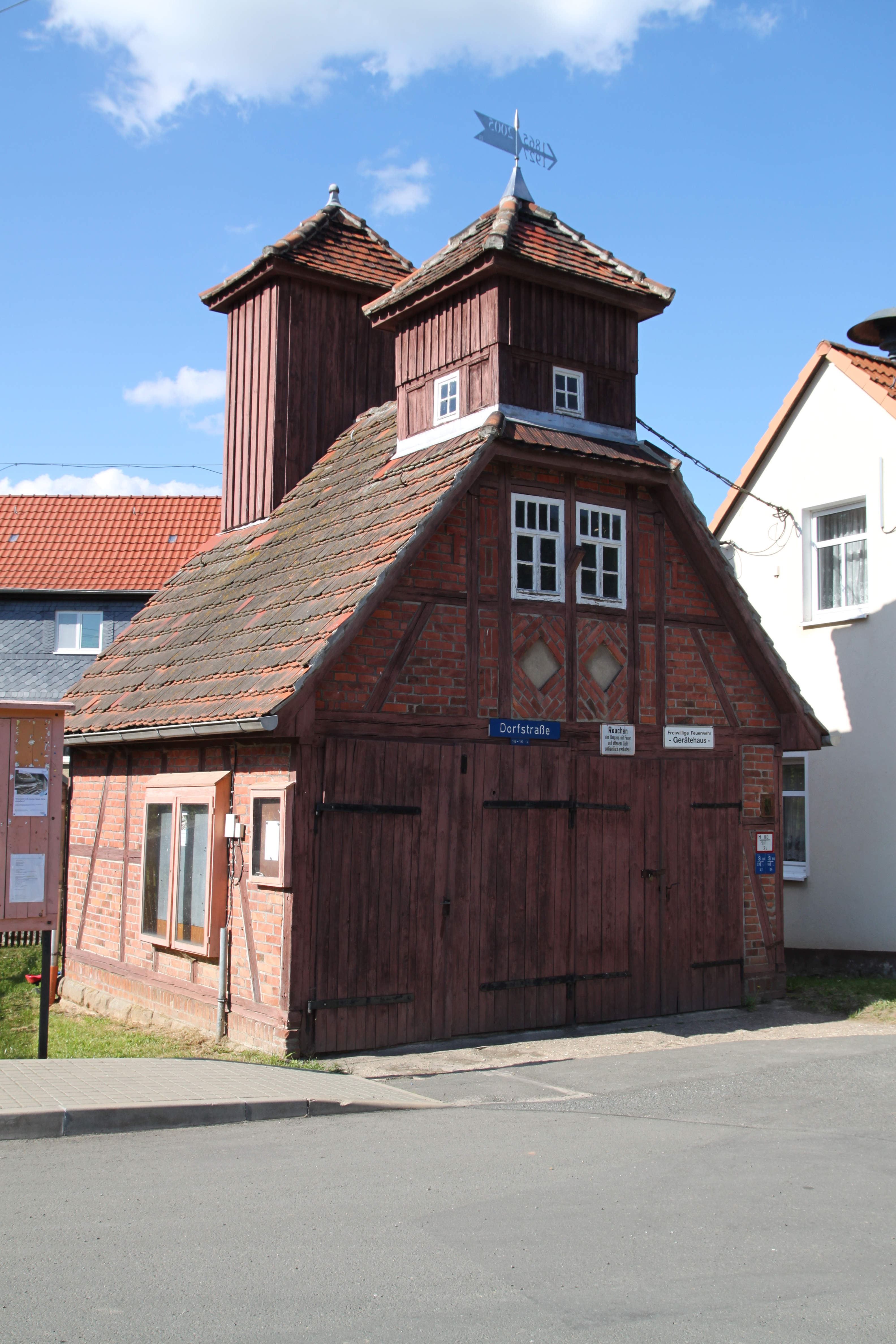
Scheiditz, Feuerwehrhaus
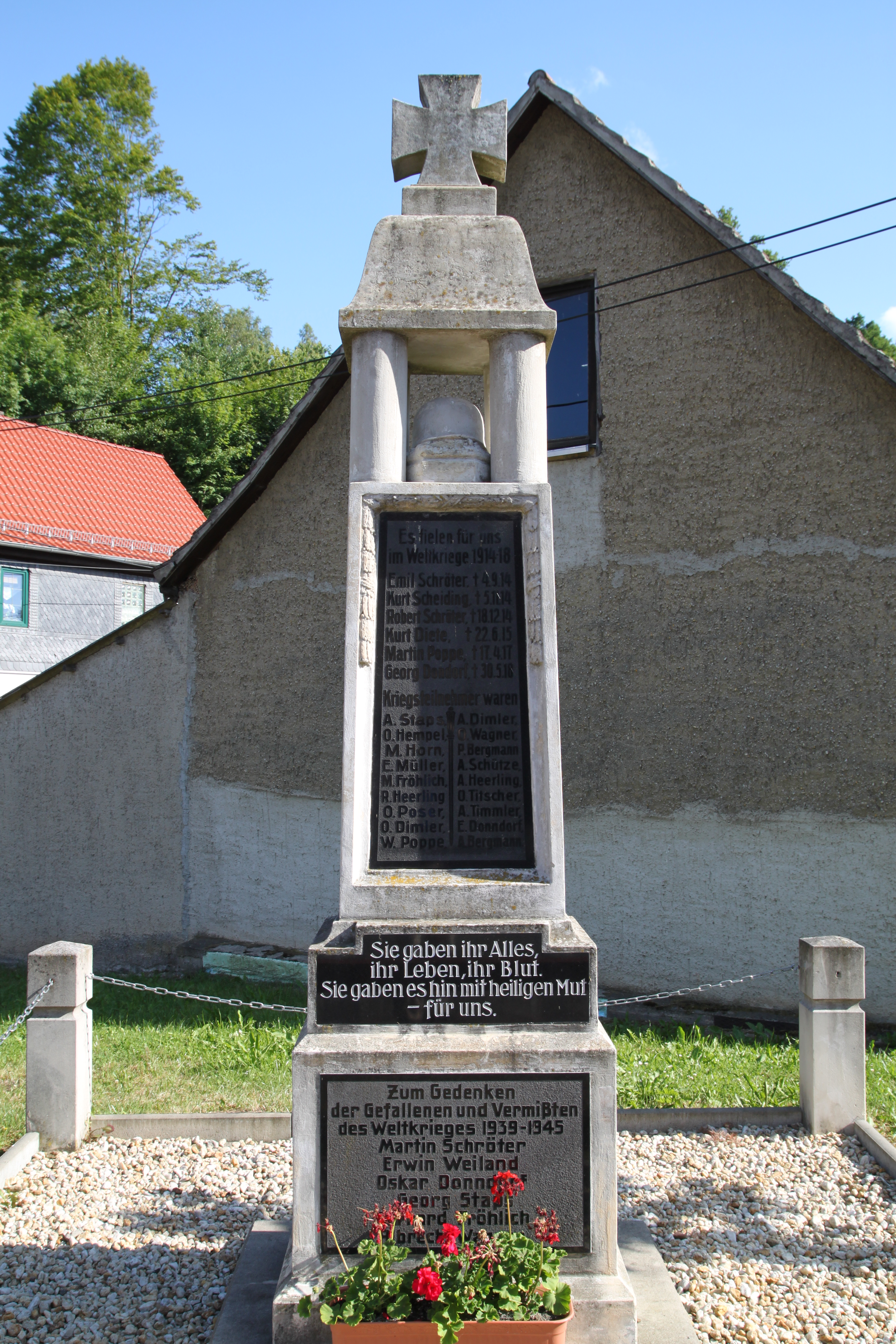
Scheiditz, Kriegerdenkmal
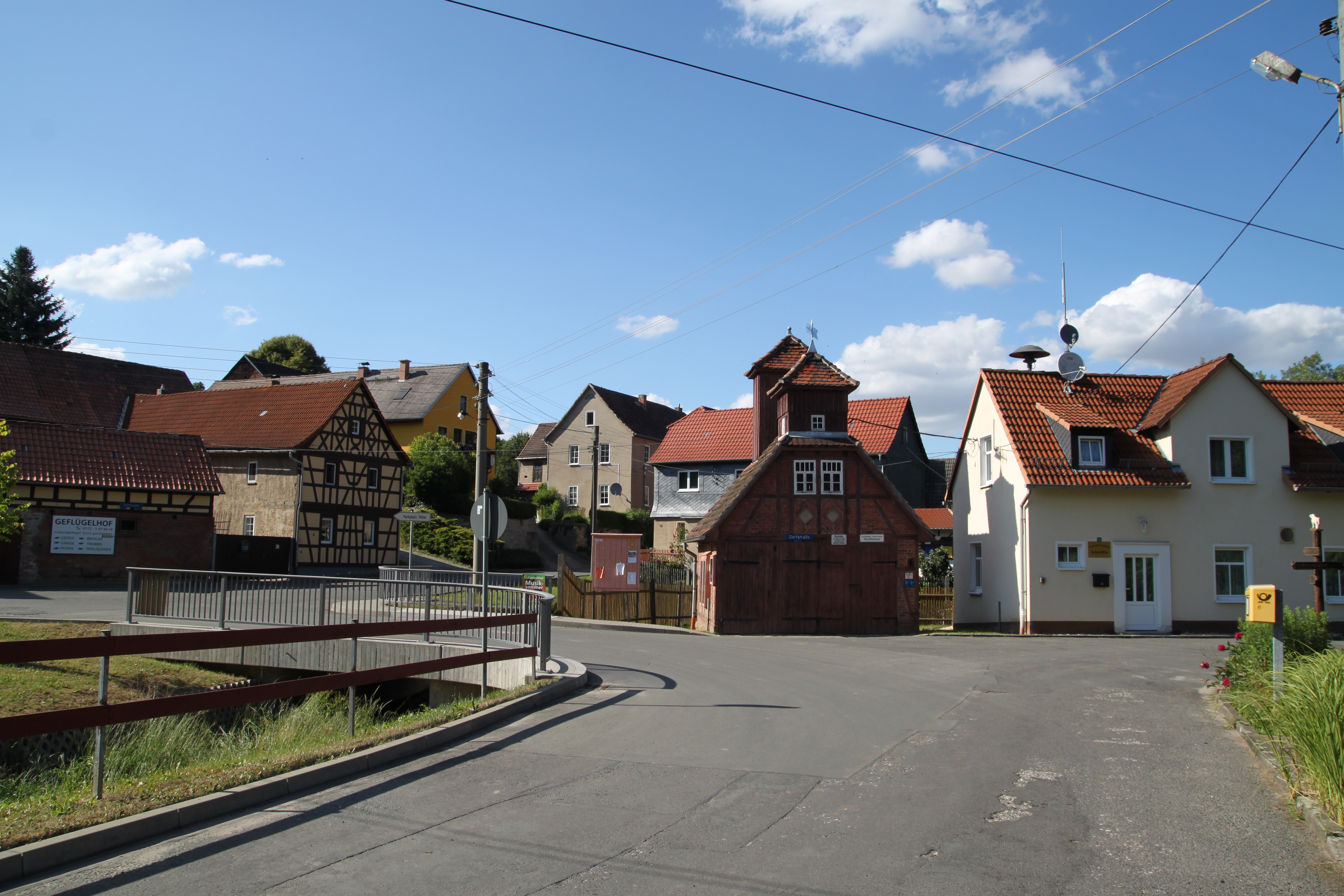
Scheiditz, Dorfstraße

## Politik
Bei den Kommunalwahlen von 2004 wurde Edgar Dimler mit 34 von 36 Stimmen zum Bürgermeister gewählt.

## Vereine
- Dorfklub
- Freiwillige Feuerwehr Scheiditz

## Persönlichkeiten
- Friedrich Bernhard Störzner (1861–1933), Heimatkundler